# Piridostigmina
La piridostigmina è un potente inibitore reversibile dell'acetilcolinesterasi, l'enzima che degrada l'acetilcolina. I suoi effetti su pupilla, tratto gastrointestinale, muscoli scheletrici, ghiandole secretorie e cuore sono analoghi a quelli della neostigmina, ma si manifestano con una potenza pari a un quarto (l'azione a livello dei recettori muscarinici è minore rispetto a quella della neostigmina).

## Caratteristiche chimico-fisiche
La molecola si presenta come una polvere cristallina deliquescente bianca o quasi bianca, dal caratteristico odore gradevole e dal sapore amaro. Solubilissima in acqua, molto solubile in cloroformio, praticamente insolubile in etere, in acetone e in benzene.
La sostanza presenta un pKa fortemente basico.
La sostanza, in soluzione acquosa acida, assorbe nell'ultravioletto (UV) alla lunghezza d'onda di 270 nm.  Lo spettro infrarosso (IR), registrato in KBr, mostra assorbimenti identici a quelli di uno standard di riferimento (1728, 1156, 1249, 1500, 1630, 1010 cm1).  Lo spettro di massa presenta frammenti principali a 72, 39, 42, 38, 94, 56, 51, 81 m/z.

## Farmacodinamica
L'azione della piridostigmina compare entro un'ora e perdura per 3-6 ore. La maggiore durata d'azione rispetto alla neostigmina, rende il farmaco adatto per la somministrazione serale in quanto il suo effetto si protrae per tutta la notte. La piridostigmina presenta, in aggiunta all'azione sull'acetilcolinesterasi, un agonismo diretto sui recettori dell'acetilcolina.

## Farmacocinetica
Dopo somministrazione per via orale la piridostigmina viene assorbita scarsamente e in modo variabile dal tratto gastrointestinale. La biodisponibilità oscilla tra il 10% e il 20%. In seguito alla somministrazione orale di 60 mg di farmaco, la concentrazione plasmatica di picco, pari a 40-60 µg/l, si raggiunge entro 1-2 ore. L'ingestione concomitante di cibo prolunga il tempo di raggiungimento del picco di ulteriori 90 minuti senza però che si verifichi un'alterazione dell'area sottesa alla curva (AUC). Alcuni studi hanno evidenziato dei picchi di concentrazione plasmatica secondari. Esistono due teorie per spiegare questo fenomeno: la prima consiste nella possibilità che la piridostigmina formi coppie ioniche con componenti intestinali come le mucine o i sali biliari e che queste vengano assorbite in seguito grazie alla loro elevata lipofilia; la seconda prende in considerazione l'instaurarsi di un eventuale circolo enteroepatico.
Le concentrazioni plasmatiche sono abbastanza sovrapponibili da individuo a individuo e non sembra esistere una chiara correlazione tra le dosi di farmaco e le concentrazioni plasmatiche allo steady-state. Tuttavia in pazienti affetti da miastenia grave la stessa dose orale di farmaco, produce livelli plasmatici che differiscono tra loro di 4-7 volte. 
Nei pazienti trattati con piridostigmina da sola, esiste una correlazione lineare tra dose e AUC, mentre quando il farmaco viene dato in associazione con neostigmina, questo, nella maggior parte dei soggetti, non è rilevabile. È probabile, ma non è ancora certo, che la neostigmina inibisca competitivamente l'assorbimento della piridostigmina.
A seguito di somministrazione endovenosa, l'emivita plasmatica è compresa tra 0,015 e 0,14 ore (fase a) e tra 0,38 e 1,86 ore (fase b). Il volume di distribuzione è di 0,53-1,76 l/kg, e ciò indica un probabile sequestro di farmaco da parte del compartimento tissutale. Né la piridostigmina né il suo metabolita principale, la 3-idrossi-N-metilpiridina, si legano alle proteine plasmatiche o ai globuli rossi.
Il farmaco attraversa la barriera placentare ma si accumula solo in minima parte nel latte materno.
Oltre alla 3-idrossi-N-metilpiridina, sono stati identificati altri metaboliti urinari e plasmatici tra cui idrossidi, chinoni, derivati demetilati e i corrispondenti glucuronidi.
La piridostigmina viene eliminata dall'organismo sia tramite processi renali che extrarenali, questi ultimi sembrano essere saturabili.
Nelle urine si ritrova circa il 16% di farmaco in forma immodificata. Tale percentuale aumenta fino al 90% in seguito a somministrazione endovenosa. Né la miastenia grave né l'asportazione del timo (timectomia) influenzano la cinetica della piridostigmina, mentre in caso di insufficienza renale si verifica un incremento dell'emivita plasmatica del farmaco.

## Usi clinici
La piridostigmina è impiegata nel trattamento della miastenia grave, dell'ileo paralitico e della ritenzione urinaria senza cause meccaniche. Il farmaco viene considerato meno efficace della neostigmina nell'annullare il blocco neuromuscolare prodotto dai rilassanti muscolari competitivi (non depolarizzanti) quali la tubocurarina e la gallamina.
La piridostigmina è stata impiegata anche nel trattamento della stipsi grave dei pazienti affetti da morbo di Parkinson, così come nel trattamento dell'ipotensione ortostatica.
Infine, il farmaco è stato somministrato a titolo profilattico per proteggere i soldati da eventuali attacchi con gas nervini. La piridostigmina, legandosi reversibilmente all'acetilcolinesterasi, fornisce un deposito protetto di enzima che all'occorrenza può venire liberato. Il pretrattamento con l'antagonista incrementa l'efficacia di atropina e pralidoxima come antidoti del soman.

## Effetti collaterali e indesiderati
Tra gli effetti avversi che si verificano con maggiore frequenza si segnalano: sudorazione, nausea, vomito, diarrea, dolore e crampi addominali, lacrimazione, incremento delle secrezioni bronchiali, costrizione pupillare (miosi), rash faciale da aumentata vasodilatazione, disfunzione erettile.

## Controindicazioni
La piridostigmina è controindicata in caso di ostruzione meccanica intestinale oppure di ostruzione urinari. È inoltre opportuno somministrarla con precauzione nei soggetti affetti da asma bronchiale.

## Dosi terapeutiche
Nel trattamento della miastenia grave la piridostigmina viene solitamente somministrata per via orale alla dose di 60-240 mg al giorno, suddivisi in 2-4 assunzioni, anche se in alcuni casi possono essere necessari quantitativi maggiori. La dose va suddivisa nella giornata ed eventualmente anche durante la notte. Una quota supplementare di farmaco può essere somministrata prima di un importante impegno fisico. Nei bambini si impiegano 7 mg/kg al giorno suddivisi in 5-6 volte. Sono state impiegate preparazioni a rilascio controllato, soprattutto per la somministrazione notturna, ma sono poco flessibili. La piridostigmina può essere somministrata anche per via sottocutanea, intramuscolare e, in casi gravi, endovenosa (2 mg di farmaco dato per via parenterale equivalgono a 60 mg per os). Nel trattamento della miastenia neonatale la dose è di 50-150 µg/kg per via intramuscolare o 5–10 mg per via orale ogni 4-6 ore, anche se raramente il trattamento è necessario al di sotto delle 8 settimane di età.
Per antagonizzare l'azione dei bloccanti neuromuscolari competitivi vengono impiegati 2–5 mg di piridostigmina bromuro per via endovenosa, preceduti da 0,6-1,2 mg di atropina solfato, ripetendo la somministrazione fino ad un totale di 10 mg di farmaco. In luogo dell'atropina è possibile utilizzare glicopirronio bromuro.
Nel trattamento dell'ileo paralitico e della ritenzione urinaria post-operatoria si impiegano 60–240 mg per via orale, mentre per risolvere la stipsi nei pazienti affetti dal morbo di Parkinson si consigliano 60 mg di farmaco 3 volte al giorno.
Nella terapia profilattica contro i gas nervini 30 mg di piridostigmina ogni 8 ore hanno fornito un ottimo livello di protezione.